# Vulcan (okręg Braszów)
Vulcan – wieś w Rumunii, w okręgu Braszów, w gminie Vulcan. W 2011 roku liczyła 3620 mieszkańców.